# 2010年冬季奥林匹克运动会立陶宛代表团

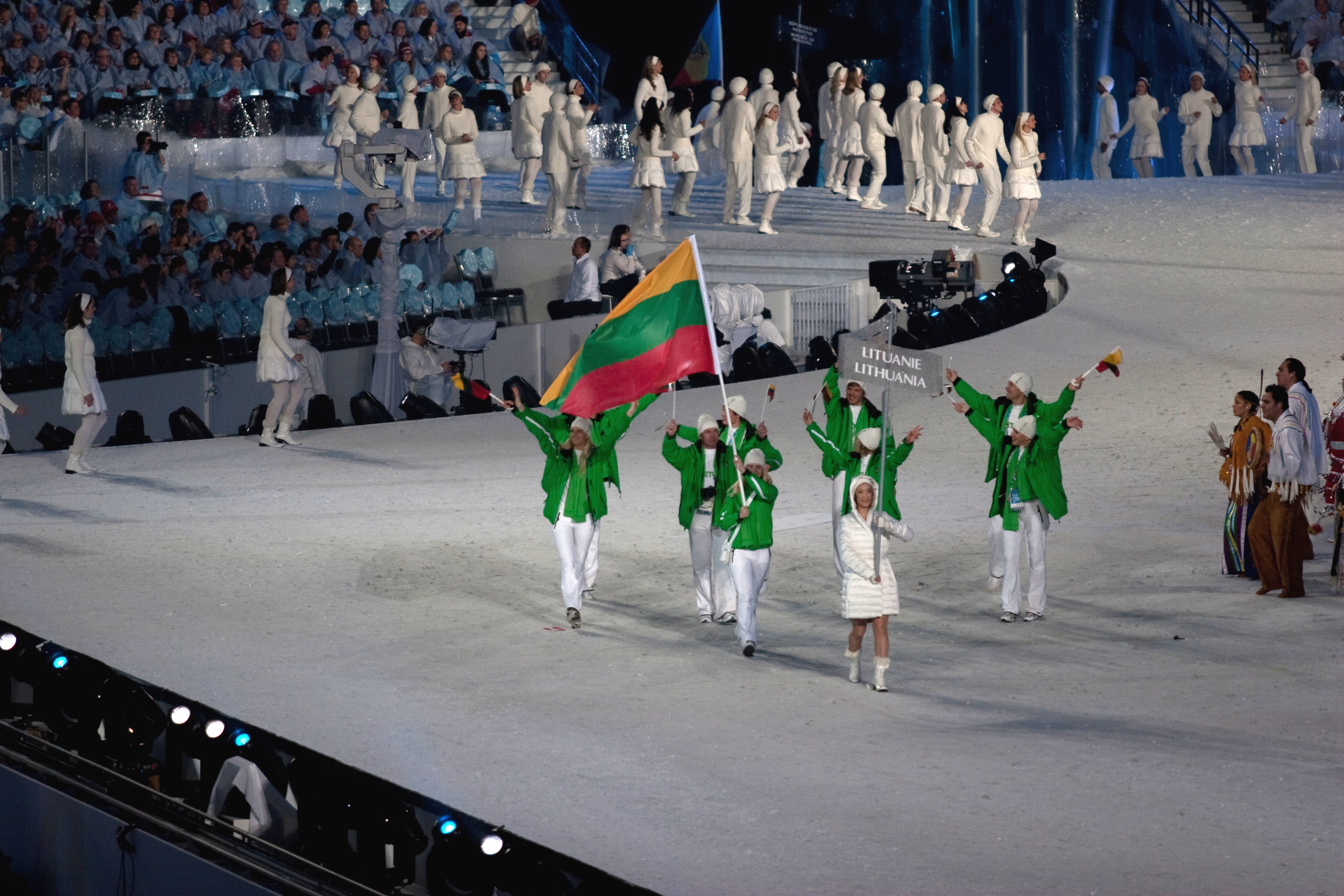
在開幕式上進場的立陶宛運動員

2010年冬季奧林匹克運動會立陶宛代表團是立陶宛所派出的2010年冬季奧林匹克運動會代表團。該國共派出6名選手參加該屆冬奧3個大項的比賽。

## 花式滑冰
當Deividas Stagniūnas和Katherine Copely在2009年世界花樣滑冰錦標賽上獲得第14名時，立陶宛獲得了參加冰舞項目的資格。 然而，科普利是美國人，沒有立陶宛公民身份，無法為立陶宛參加奧運會。她的特殊公民身份申請被總統達利亞·格里包斯凱特拒絕。